# 18 iulie
ianuarie • februarie • martie  • aprilie  • mai  • iunie  • iulie  • august  • septembrie  • octombrie  • noiembrie  • decembrie
18 iulie este a 199-a zi a calendarului gregorian și a 200-a zi în anii bisecți. Mai sunt 166 de zile până la sfârșitul anului.

## Evenimente

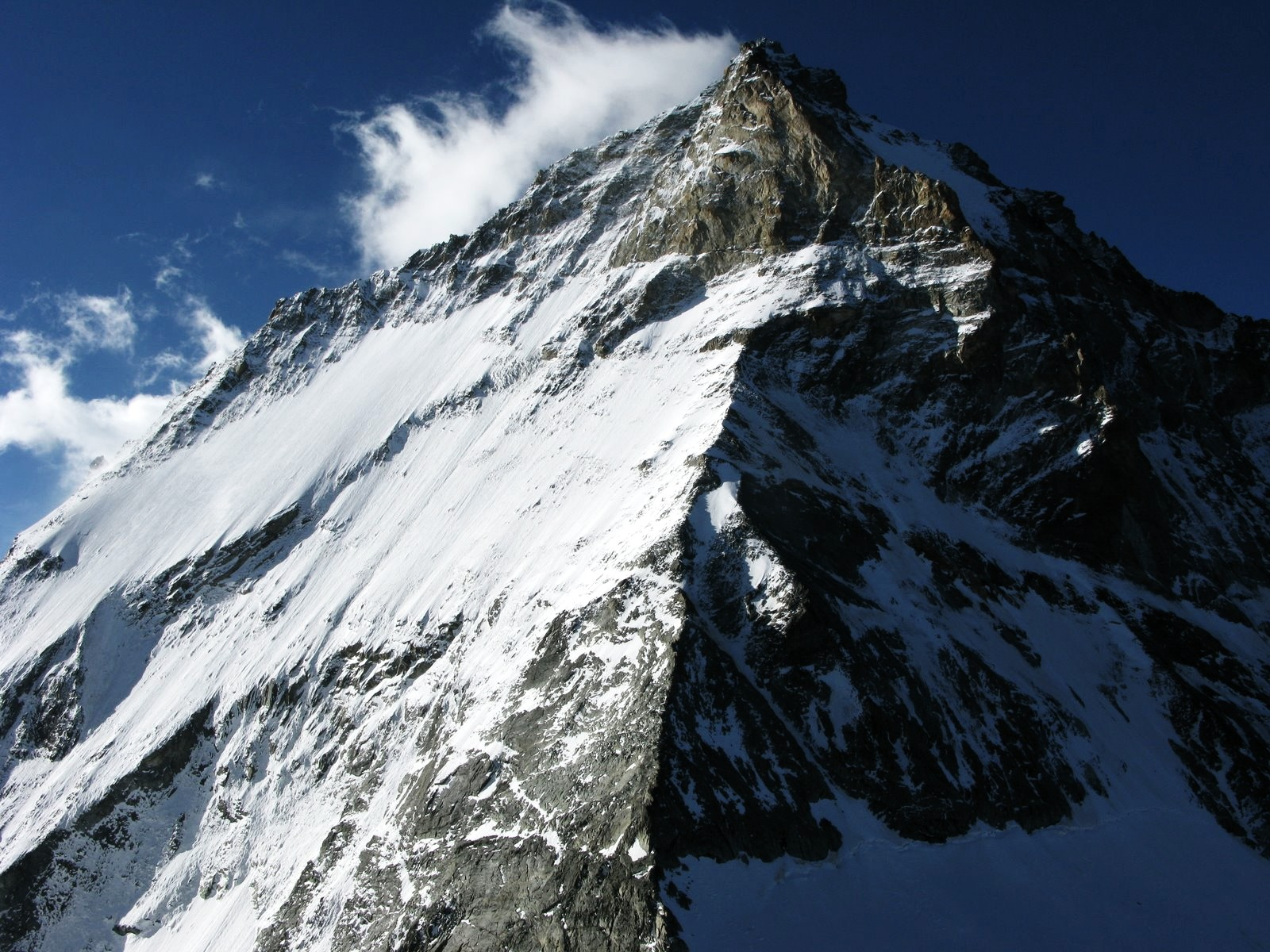
1862: Prima ascensiune a vârfului Dent Blanche, unul dintre cei mai înalți din Alpi.

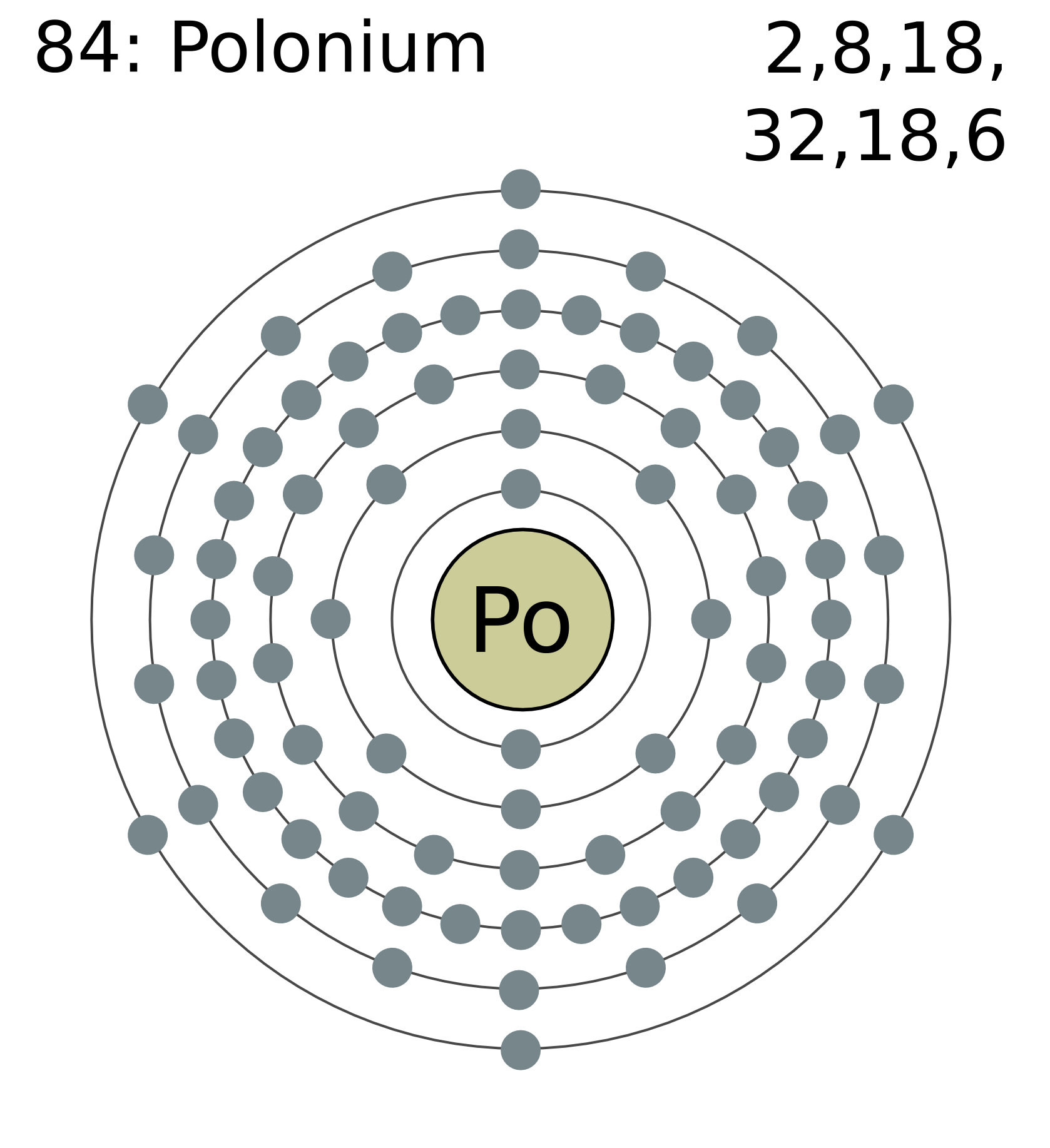
1898: Marie și Pierre Curie au anunțat descoperirea unui nou element și au propus să se numească poloniu, după numele țării natale a Mariei Curie, Polonia.

- 586 î.Hr.: Ierusalimul a fost cucerit de Nabucodonosor al II-lea.
- 387 î.Hr.: Celții i-au înfrânt pe romani în bătălia de la Allia.
- 064: Roma a fost cuprinsă de un incendiu de proporții; împăratul Nero s-a folosit de acest eveniment pentru a începe persecuția asupra creștinilor.
- 1290: Regele Eduard I al Angliei emite edictul de expulzare, alungând toți evreii (în număr de aproximativ 16.000) din Anglia până la sfârșitul lunii octombrie.[1]
- 1389: Franța și Anglia sunt de acord cu Armistițiul de la Leulinghem, inaugurând o pace de 13 ani, cea mai lungă perioadă de pace susținută în timpul Războiului de 100 de ani.
- 1658: La Frankfurt, Leopold I este ales Sfânt Împărat Roman.
- 1711: Marea confruntare de la Stănilești dintre forțele ruso–române, conduse de țarul Petru I al Rusiei și de Dimitrie Cantemir, domnul Moldovei, și cele otomane. Victoria turcilor l-a obligat pe Cantemir să–și părăsească tronul și să se refugieze în Rusia, unde a devenit consilierul țarului.
- 1812: Tratatele de la Orebro încetează atât războiul anglo-rus cât și pe cel anglo-suedez.[2]
- 1841: Încoronarea împăratului Pedro al II-lea al Braziliei.[3]
- 1862: Prima ascensiune a vârfului Dent Blanche, unul dintre cei mai înalți din Alpi.
- 1883: Ia ființă Serviciului Meteorologic al României sub conducerea lui Ștefan Hepites. (30 iulie stil nou)
- 1898: Marie și Pierre Curie au anunțat descoperirea unui nou element și au propus să se numească poloniu, după numele țării natale a Mariei Curie, Polonia.[4][5]
- 1918: A doua zi după uciderea familiei imperiale ruse, Marea Ducesă Elisabeta Fiodorovna, Marele Duce Serghei Mihailovici, Prințul Ioan Constantinovici, Prințul Constantin Constantinovici, Prințul Igor Constantinovici și Prințul Vladimir Palei sunt uciși într-o mină de fier abandonată de către CEKA.
- 1925: Adolf Hitler a publicat manifestul său personal, intitulat Mein Kampf.
- 1942: Al Doilea Război Mondial: Statele Unite declară război Ungariei, Bulgariei și României.
- 1944: Al Doilea Război Mondial: Hideki Tōjō demisionează din funcția de prim-ministru al Japoniei din cauza numeroaselor eșecuri în efortul de război.
- 1955: A luat ființă Adunarea Parlamentară a NATO.
- 1965: A fost lansată stația automată rusească "Sonda 3" care a fotografiat partea nevăzută a Lunii.
- 1966: Se lansează misiunea Gemeni 10 cu astronomii John Watts Young și Michael Collins la bord într-o misiune de 70 de ore care include andocarea pe orbită cu vehiculul țintă Agena.
- 1969: Au început lucrările pentru construcția barajului Brazi-Valea Neagră, în cadrul sistemului hidrotehnic Runcu-Baia Mare.
- 1980: India devine cea de-a șasea țară care lansează în spațiu un satelit pe cont propriu.
- 1998: Conflictul din Kosovo. Cel puțin 110 albanezi din Kosovo au fost uciși în luptele de lângă granița cu Albania.
- 2007: Un Airbus A320, al companiei TAM, s-a lovit de o clădire a aeroportului Congonhas din Sao Paulo, incident în urma căruia au murit 200 de oameni.
- 2012: Cel puțin șapte oameni au fost uciși, și alți 32 au fost răniți, în urma unui atentat terorist cu bombă plasată într-un autobuz, cu turiști israelieni, aflat la Aeroportul Burgas din Bulgaria.

## Ziua mondială
La 18 iulie, este marcată Ziua mondială a ascultării, creată pentru a atrage atenția asupra faptului că oamenii trebuie să asculte nu doar ceea ce spun semenii lor, ci și lumea în ansamblul ei, mediul înconjurător și sunetele naturii. Data de 18 iulie a fost aleasă deoarece este ziua de naștere a compozitorului canadian R. Murray Schafer, unul dintre fondatorii mișcării ecologiei acustice.

## Nașteri
- 1501: Isabela de Burgundia, soția regelui Christian al II-lea al Danemarcei (d. 1526)
- 1552: Rudolf al II-lea, Împărat Roman (d. 1612)
- 1635: Robert Hooke, fizician și matematician englez (d. 1703)
- 1659: Hyacinthe Rigaud, pictor francez (d. 1743)

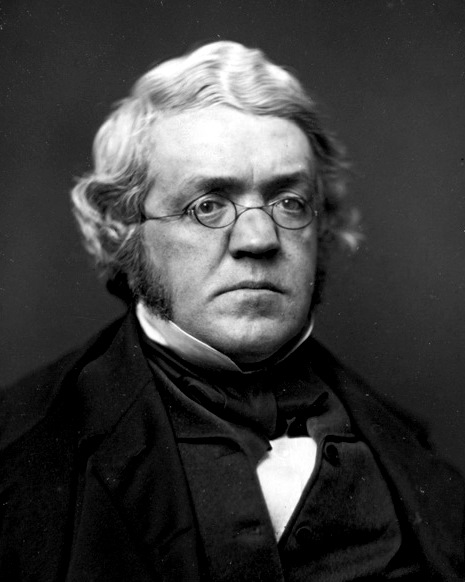
William Makepeace Thackeray, scriitor englez
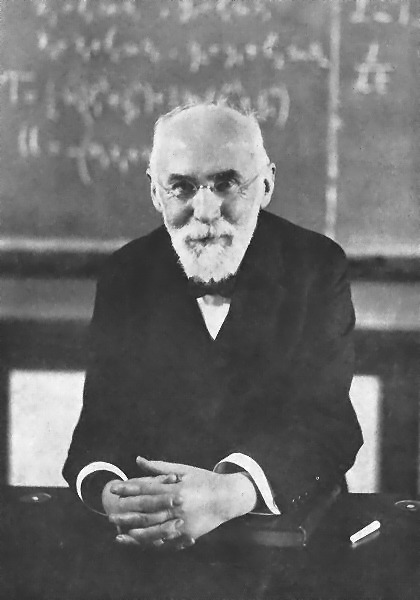
Hendrik Lorentz, fizician olandez, laureat Nobel
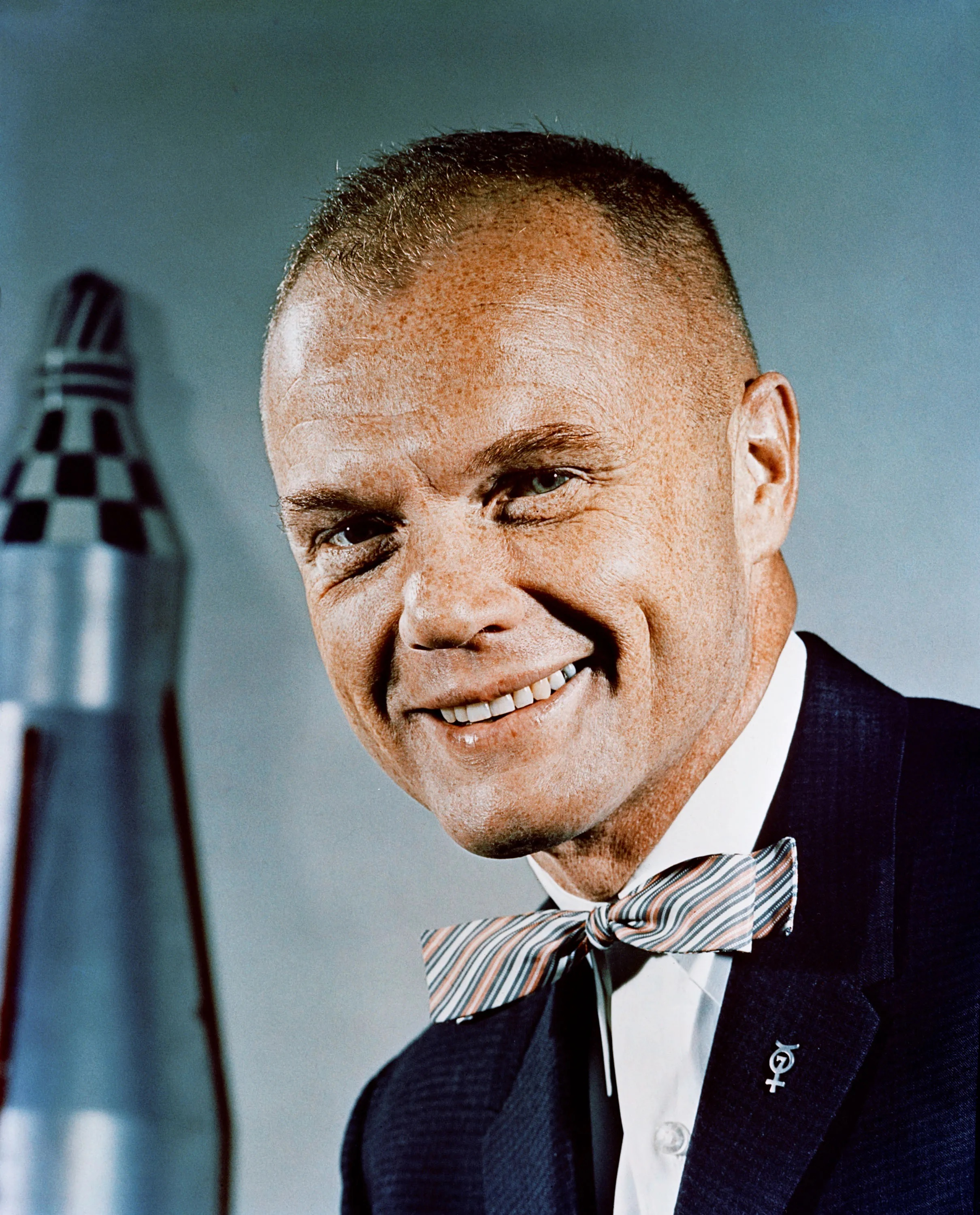
John Glenn, astronaut american

- 1724: Ducesa Maria Antonia de Bavaria, nobilă, compozitoare germană (d. 1780)
- 1811: William Makepeace Thackeray, scriitor englez (d. 1863)
- 1837: Vasil Levski, revoluționar bulgar (d. 1873)
- 1845: Tristan Corbière, poet francez (d. 1875)
- 1853: Hendrik Lorentz, fizician olandez, laureat al Premiului Nobel (d. 1928)
- 1868: Miron Cristea (Elie Cristea), primul patriarh al Bisericii Ortodoxe Române, prim-ministru al României (1938-1939) (d. 1939)
- 1871: Giacomo Balla, artist italian (d. 1958)
- 1900: Nathalie Sarraute, scriitoare franceză (d. 1999)
- 1917: Henri Salvador, cântăreț francez (d. 2008)
- 1918: Nelson Mandela, primul președinte de culoare al Republicii Africa de Sud, laureat al Premiului Nobel (d. 2013)
- 1921: John Glenn, astronaut și politician american (d. 2016)
- 1922: Thomas Kuhn, filosof american (d. 1996)
- 1924: Ioan M. Anton, inginer român, membru al Academiei Române (d. 2011)
- 1930: S. Damian, critic literar din România (d. 2012)
- 1933: Evgheni Evtușenko, poet rus (d. 2017)
- 1935: Ioan Holender, impresar austriac originar din România
- 1937: Roald Hoffmann, chimist de origine poloneză, laureat al Premiului Nobel
- 1941: Frank Farian, producător și compozitor german (d. 2024)
- 1948: Hartmut Michel, chimist german, laureat Nobel
- 1957: Keith Levene, un muzician, textier și multi-instrumentist englez  (d. 2022)
- 1967: Vin Diesel, actor american
- 1968: Florin Piersic junior, actor român
- 1972: Vladimir Vitiuc, politician moldovean
- 1977: Andreea Raicu, manechin, prezentator TV
- 1986: Simon Clarke, ciclist australian

## Decese
- 1038: Gunhilda a Danemarcei, prima soție a împăratului Henric al III-lea al Sfântului Imperiu Roman (n. c. 1020)
- 1100: Godefroy de Bouillon, cavaler francez (n. 1016)
- 1137: Eric al II-lea al Danemarcei (n. 1090)
- 1488: Alvise Cadamosto, explorator italian (n. 1432)
- 1605: Johann al II-lea, Duce de Saxa-Weimar (n. 1570)
- 1608: Joachim al III-lea Frederic, Elector de Brandenburg (n. 1546)
- 1610: Caravaggio, artist italian (n. 1573)
- 1623: Papa Grigore al XV-lea (n. 1554)
- 1729: Joseph Karl, Conte Palatin de Sulzbach (n. 1694)

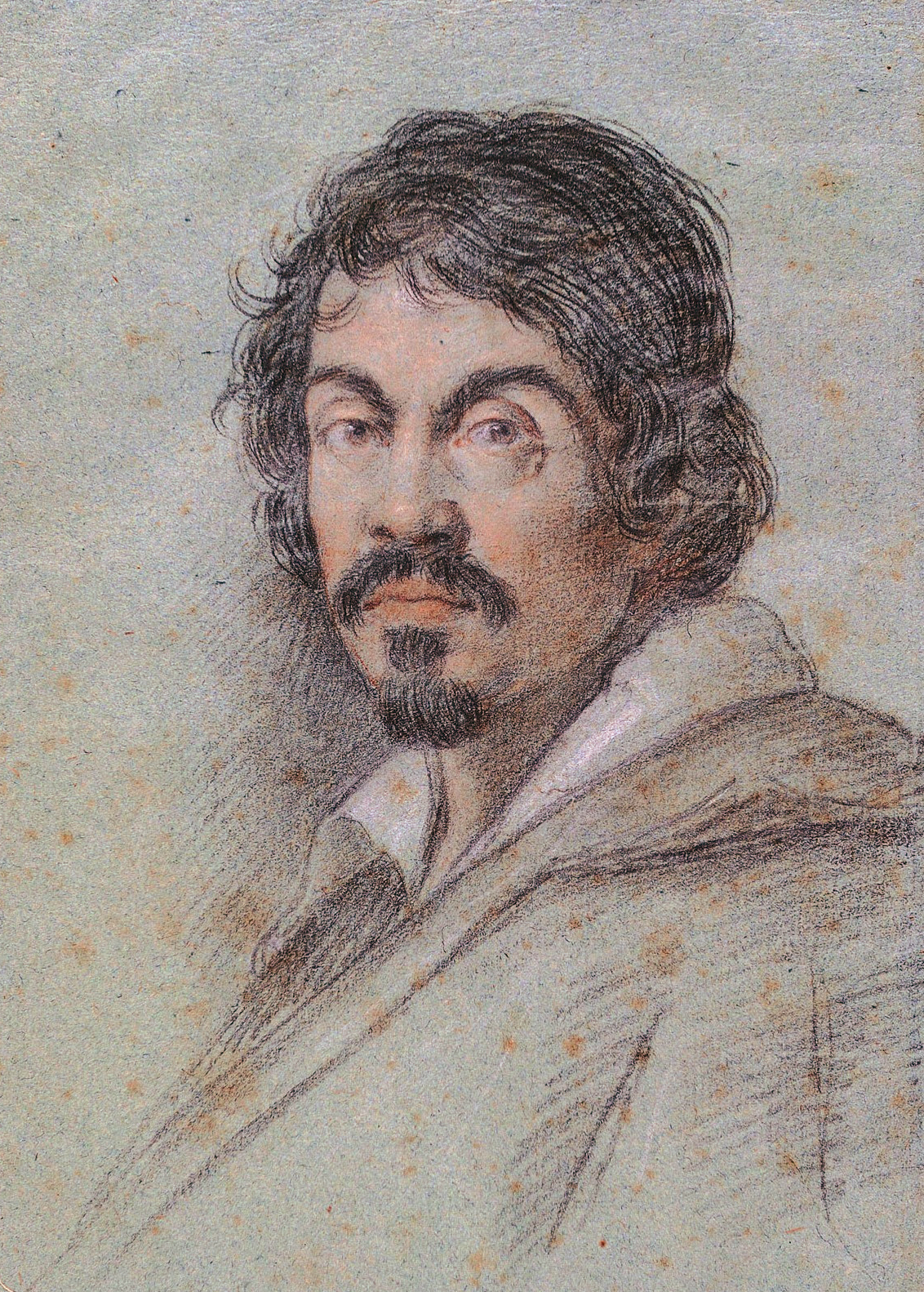
Caravaggio, artist italian
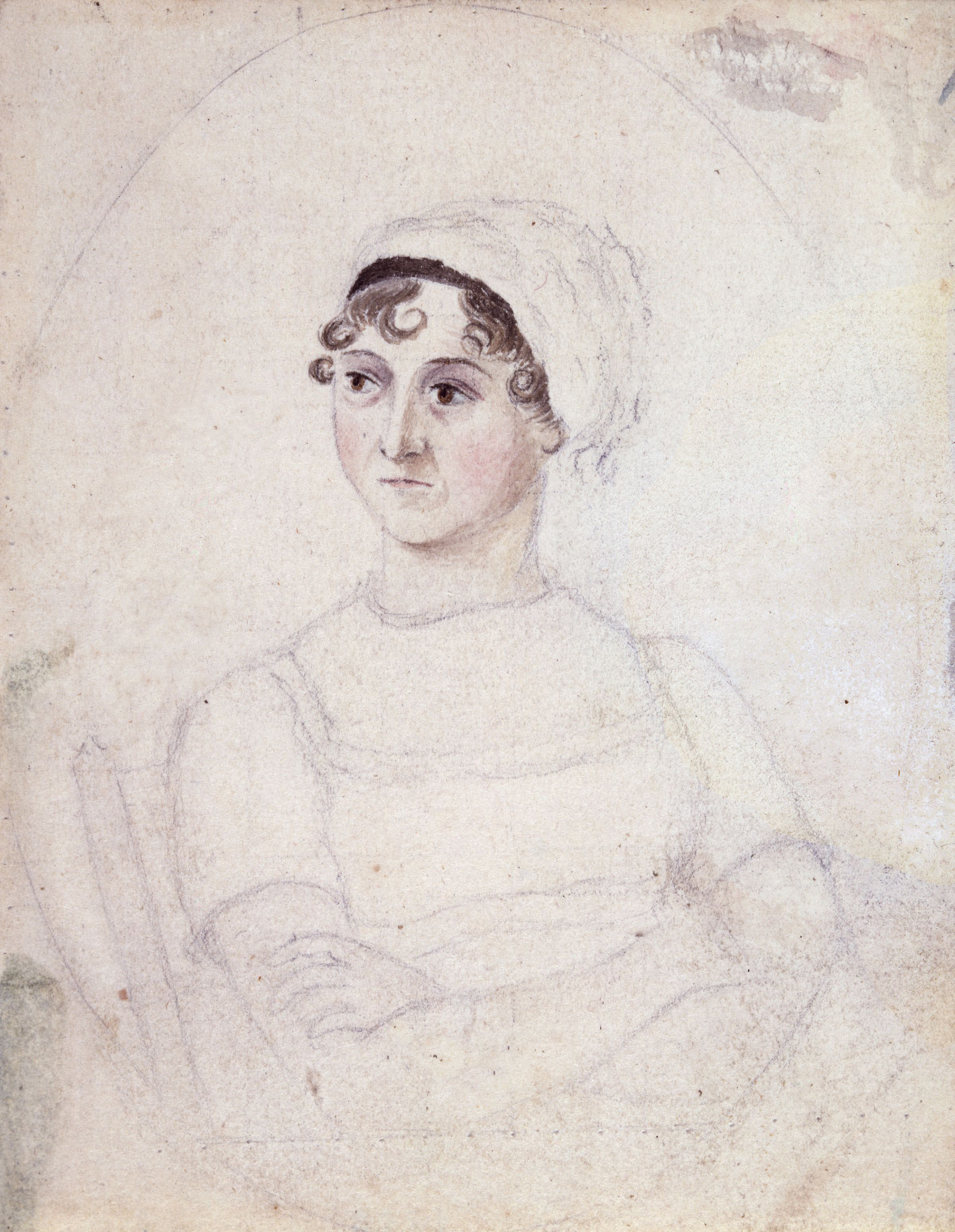
Jane Austen, scriitoare engleză
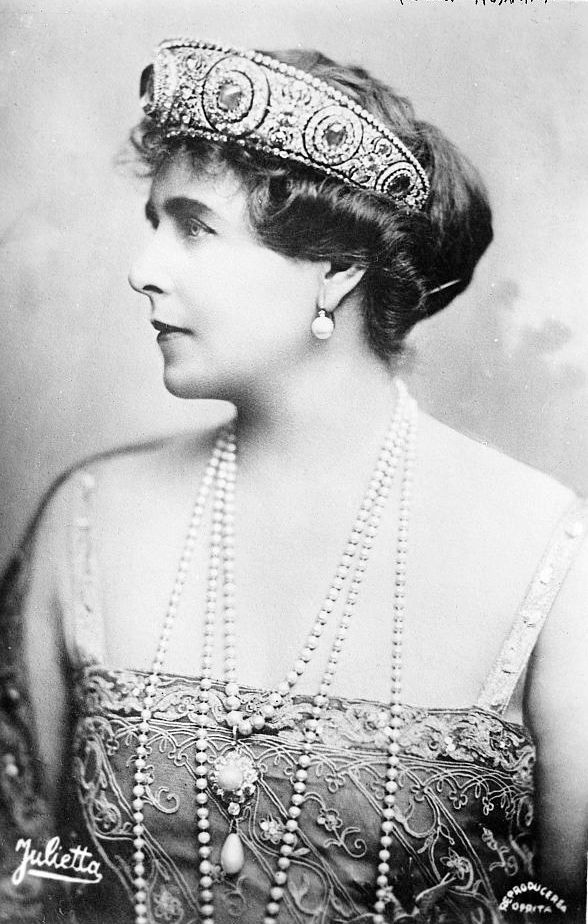
Regina Maria a României

- 1765: Filip, Duce de Parma (n. 1720)
- 1817: Jane Austen, scriitoare engleză (n. 1775)
- 1872: Benito Juárez García, președinte al Mexicului (1858–1872) (n. 1806)
- 1890: Christian Heinrich Friedrich Peters, astronom germano-american (n. 1813)
- 1909: Carlos, Duce de Madrid, membru senior al Casei de Bourbon (n. 1847)
- 1918: Marea Ducesă Elisabeta Fiodorovna (n. 1864)
- 1918: Marele Duce Serghei Mihailovici al Rusiei, fiu al Marelui Duce Mihail Nicolaievici (n. 1869)
- 1918: Prințul Ioan Constantinovici al Rusiei, fiu al Marelui Duce Constantin Constantinovici al Rusiei  (n. 1886)
- 1918: Prințul Constantin Constantinovici al Rusiei, fiu al Marelui Duce Constantin Constantinovici al Rusiei (n. 1891)
- 1918: Prințul Igor Constantinovici al Rusiei, fiu al Marelui Duce Constantin Constantinovici al Rusiei (n. 1894)
- 1919: Raymonde de Laroche, prima femeie pilot din lume (n. 1884)
- 1920: Prințul Joachim al Prusiei, fiu al kaiserului Wilhelm al II-lea al Germaniei (n. 1890)
- 1938: Regina Maria a României, soția Regelui Ferdinand I al României (n. 1875)
- 1946: Mauriciu Brociner, militar român de etnie evreiască, participant la Războiul de Independență (n. 1854)
- 1948: Grigore T. Popa, medic român, membru corespondent al Academiei Române (n. 1892)
- 1968: Corneille Heymans, medic și farmacolog belgian, laureat Nobel (n. 1892)
- 1973: Jack Hawkins, actor britanic (n. 1910)
- 1993: Jean Negulesco, regizor american de origine română, membru de onoare al Academiei Române (n. 1900)
- 1997: Eugene Merle Shoemaker, astronom american (n. 1928)
- 2002: Kyoko Togawa, actriță și cântăreață japoneză (n. 1964)
- 2006: Raoul Șorban, critic de artă român de etnie evreiască (n. 1912)
- 2009: Petre Alexandrescu, istoric român (n. 1930)
- 2010: Mircea Micu, poet, prozator și dramaturg român (n. 1937)
- 2018: Burton Richter, fizician american, laureat Nobel (n. 1931)